# Plácido Domingo
José Plácido Domingo Embil (n. 21 ianuarie 1941, Madrid, Noua Castilie⁠(d), Spania) este un cântăreț de operă, dirijor și administrator de artă spaniol. A înregistrat peste o sută de opere complete și este binecunoscut pentru versatilitatea sa, interpretând în mod regulat în italiană, franceză, germană, spaniolă, engleză și rusă, în cele mai prestigioase teatre de operă din lume. Deși în primul rând un „tenor lirico-spinto” pentru cea mai mare parte a carierei sale, în special popular pentru Mario Cavaradossi, Hoffmann, Don José și Canio, el a trecut la roluri mai dramatice, devenind cel mai apreciat Otello a generației sale. La începutul anilor 2010, el a trecut de la repertoriul de tenor la cel de bariton, începând cu Simon Boccanegra și, din anul 2020, a prezentat un repertoriu impresionant de peste 151 roluri diferite.

## Biografie
Jose Placido Domingo Embil s-a născut la 21 ianuarie 1941 în cartierul Barrio de Salamanca din Madrid, fiul lui Placido Domingo Ferrer și al Josefei Pepita Embil Echaniz (1918-1994), stele ale zarzuelei. Mama sa era de origine bască.
În 1949 Plácido Domingo s-a mutat în Mexic împreună cu părinții săi și compania lor de zarzuela. A studiat pianul in particular, apoi atât canto, cât și pianul și arta dirijorală la Conservatorul Național din Mexico City. 
În 1957 și-a făcut prima apariție profesională muzicală în compania părinților săi, într-un concert la Mérida, în Yucatán, apoi a cântat cu această cu această trupă în 185 de spectacole, în roluri de bariton și de acompaniator al altor cântăreți, precum în zarzuela lui Manuel Fernandez Caballero, „Gigantes y cabezudos” și, un rol minor în prima producție mexicană a operetei „My Fair Lady” de Frederick Loewe apoi a fost dirijor-asistent și antrenor vocal, în opereta lui Lehar, „Văduva veselă”, în rolurile Camille, Danilo și altele, inclusiv ca vocalist în formația de rock and roll mexicană a lui César Costa, „Los Black Jeans”.
In 1959 a participat la o audiție pentru Opera Națională Mexicană ca bariton, dar juriul a constatat că tânarul interpret este și un talentat tenor și a fost angajat ca „tenor comprimario” (de roluri secundare) și ca antrenor al altor cântăreți.  
A debutat pe scena unui teatru la Teatrul Degollado din Guadalajara, în rolul de bariton al lui Pascual din zarzuela „Marina” de Emilio Arrieta, la 12 mai 1959 apoi, în 1959 a cântat la Ciudad de Mexico, într-un rol secundar de tenor, cel al lui Borsa din opera „Rigoletto” (alături de cântăreți precum Cornell MacNeil și Norman Treigle) și, ca părintele confesor din „Dialogurile carmelitelor” de Francis Poulenc iar la 19 mai 1961 în rolul lui Alfredo din „Traviata” pe scena operei din Monterrey.

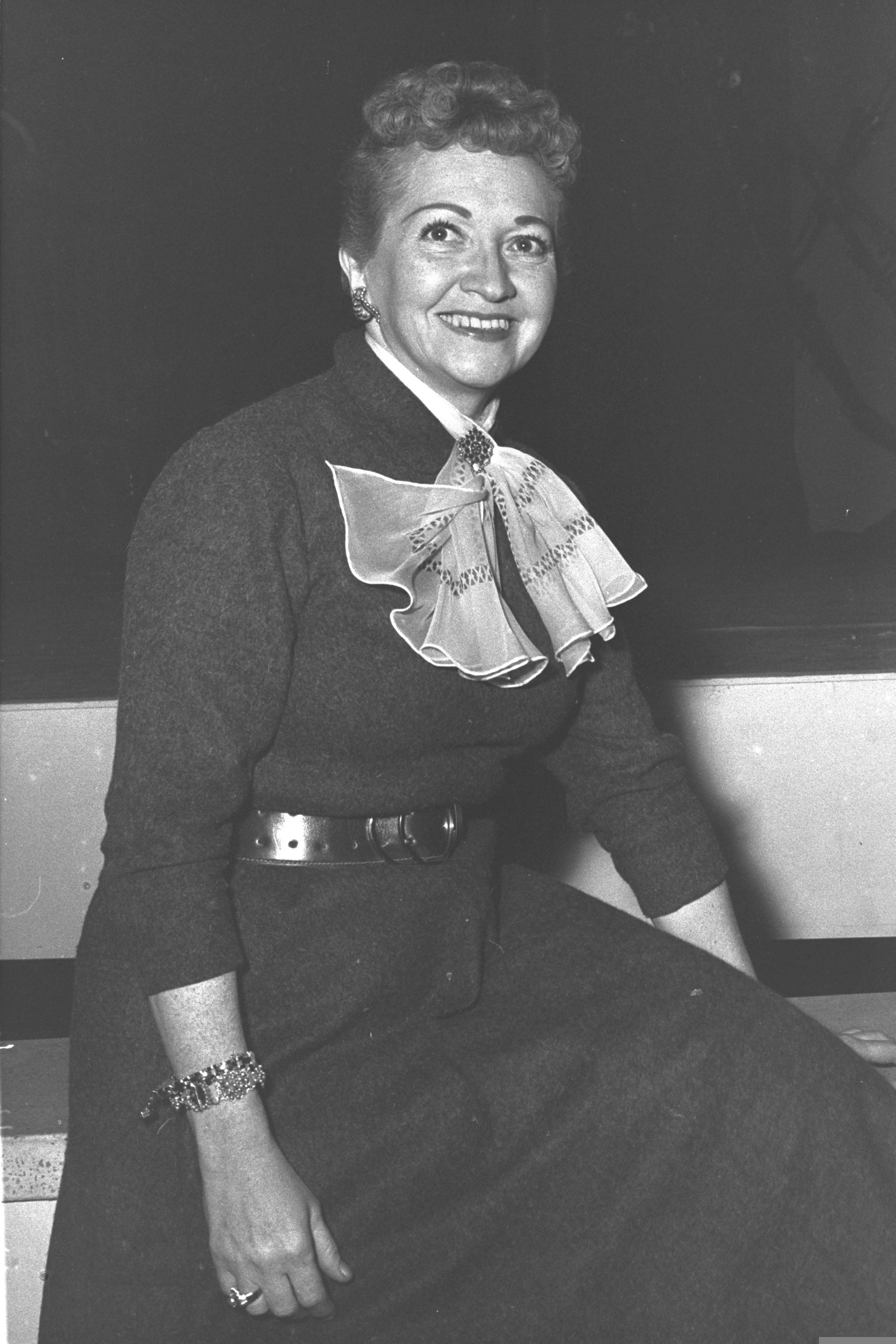
Edis de Philippe.

Cariera internațională s-a declanșat între anii 1962-1965 când a fost descoperit și lansat de cântăreața Edis De Philippe - fondatoarea și directoarea Operei Naționale Israeliene din Tel Aviv, împreună cu soția sa, soprana Marta Ornelas (n. 1936), care-i fusese colegă la conservator. La Tel Aviv a participat în special, în roluri principale, la 280 de spectacole. 
În 1966 a avut o apariție de succes la New York City Opera în „Don Rodrigo” de Alberto Ginastera.
În 2020-2022 Domingo cântă pe marile scene ale Europei, precum „I due Foscari” a lui Verdi la Teatro Maggio Muzicale din Florența, cât și în Japonia și Coreea.

## Repertoriul Complet
| Anul | #   | Titlu                           | Compozitor   | Rol                    | Data debutului | Opera / Studioul de înregistrare    | Locația       |
| ---- | --- | ------------------------------- | ------------ | ---------------------- | -------------- | ----------------------------------- | ------------- |
| 1959 | 1   | Rigoletto                       | Verdi        | Borsa                  | 23-09-1959     | Palacio de Bellas Artes             | Mexico City   |
|      | 2   | Dialogurile Carmelitelor        | Poulenc      | Chaplain               | 21-10-1959     | Palacio de Bellas Artes             | Mexico City   |
| 1960 | 3   | Văduva veselă                   | Lehár        | Danilo, Camille        | 1960           | Palacio de Bellas Artes             | Mexico City   |
|      | 4   | Turandot                        | Puccini      | Altoum                 | 11-09-1960     | Teatro de la Ciudad                 | Monterrey     |
|      | 5   | Turandot                        | Puccini      | Pang                   | 01-10-1960     | Teatro de la Ciudad                 | Monterrey     |
|      | 6   | Lucia di Lammermoor             | Donizetti    | Normanno               | 05-10-1960     | Teatro de la Ciudad                 | Monterrey     |
|      | 7   | La traviata                     | Verdi        | Gastone                | 08-10-1960     | Teatro de la Ciudad                 | Monterrey     |
|      | 8   | Carmen                          | Bizet        | Remendado              | 15-10-1960     | Teatro de la Ciudad                 | Monterrey     |
|      | 9   | Otello                          | Verdi        | Cassio                 | 17-10-1960     | Teatro de la Ciudad                 | Monterrey     |
| 1961 | 10  | La traviata                     | Verdi        | Alfredo                | 19-05-1961     | Teatro de la Ciudad                 | Monterrey     |
|      | 11  | El Ultimo sueno                 | Vázquez      | Enrique                | 28-05-1961     | Palacio de Bellas Artes             | Mexico City   |
|      | 12  | Amelia goes to the ball         | Menotti      | Lover                  | 28-06-1961     | Palacio de Bellas Artes             | Mexico City   |
|      | 13  | Fedora                          | Giordano     | Désire, Baron Rouvel   | 02-07-1961     | Palacio de Bellas Artes             | Mexico City   |
|      | 14  | Boris Godunov                   | Mussorgsky   | Simpleton, Shuisky     | 08-08-1961     | Palacio de Bellas Artes             | Mexico City   |
|      | 15  | Andrea Chénier                  | Giordano     | Abbé, Incredibile      | 15-08-1961     | Palacio de Bellas Artes             | Mexico City   |
|      | 16  | Tosca                           | Puccini      | Spoletta               | 21-08-1961     | Palacio de Bellas Artes             | Mexico City   |
|      | 17  | Madama Butterfly                | Puccini      | Goro                   | 15-09-1961     | Palacio de Bellas Artes             | Mexico City   |
|      | 18  | Tosca                           | Puccini      | Cavaradossi            | 30-09-1961     | Palacio de Bellas Artes             | Mexico City   |
| 1962 | 19  | La bohème                       | Puccini      | Rodolfo                | 04-03-1962     | Palacio de Bellas Artes             | Mexico City   |
|      | 20  | Così fan tutte                  | Mozart       | Ferrando               | 10-05-1962     | Palacio de Bellas Artes             | Mexico City   |
|      | 21  | Adriana Lecouvreur              | Cilea        | Maurizio               | 17-05-1962     | Palacio de Bellas Artes             | Mexico City   |
|      | 22  | Trittico Francescano            | Refice       |                        | 01-10-1962     | Teatro Degollado                    | Guadalajara   |
|      | 23  | Madama Butterfly                | Puccini      | Pinkerton              | 07-10-1962     | Teatro Isauro Martínez              | Torreón       |
|      | 24  | Lucia di Lammermoor             | Donizetti    | Edgardo                | 26-11-1962     | Fort Worth Opera                    | Fort Worth    |
| 1963 | 25  | Carmen                          | Bizet        | Don José               | 25-06-1963     | Israeli Opera House                 | Tel Aviv      |
|      | 26  | Don Giovanni                    | Mozart       | Don Ottavio            | 21-09-1963     | Israeli Opera House                 | Tel Aviv      |
|      | 27  | Faust                           | Gounod       | Faust                  | 03-12-1963     | Israeli Opera House                 | Tel Aviv      |
| 1964 | 28  | Les pêcheurs de perles          | Bizet        | Nadir                  | 21-01-1964     | Israeli Opera House                 | Tel Aviv      |
|      | 29  | Evgheni Oneghin                 | Tchaikovsky  | Lenski                 | 05-09-1964     | Israeli Opera House                 | Tel Aviv      |
| 1965 | 30  | Cavalleria rusticana            | Mascagni     | Turiddu                | 21-01-1965     | Israeli Opera House                 | Tel Aviv      |
|      | 31  | Samson și Dalila                | Saint-Saëns  | Samson                 | 30-07-1965     | Chautauqua Opera                    | Chautauqua    |
|      | 32  | Povestirile lui Hoffmann        | Offenbach    | Hoffmann               | 07-09-1965     | Palacio de Bellas Artes             | Mexico City   |
| 1966 | 33  | La Mulata de Córdoba            | Mancayo      | Sandi, Moreno, Moncayo | 01-01-1966     | Gran Teatre del Liceu               | Barcelona     |
|      | 34  | Don Rodrigo                     | Ginastera    | Don Rodrigo            | 22-02-1966     | New York City Opera                 | New York      |
|      | 35  | Andrea Chénier                  | Giordano     | Andrea Chénier         | 03-03-1966     | New Orleans Opera                   | New Orleans   |
|      | 36  | Hippolyte et Aricie             | Rameau       | Hippolyte              | 06-04-1966     | Boston Opera House                  | Boston        |
|      | 37  | Paiațe                          | Leoncavallo  | Canio                  | 09-08-1966     | Metropolitan Opera                  | New York      |
|      | 38  | Bărbierul din Sevilia           | Rossini      | Almaviva               | 16-09-1966     | Teatro Degollado                    | Guadalajara   |
|      | 39  | Anna Bolena                     | Donizetti    | Lord Percy             | 15-11-1966     | Metropolitan Opera                  | New York      |
| 1967 | 40  | Il tabarro                      | Puccini      | Luigi                  | 08-03-1967     | Metropolitan Opera                  | New York      |
|      | 41  | Aida                            | Verdi        | Radames                | 11-05-1967     | Hamburg State Opera                 | Hamburg       |
|      | 42  | Don Carlo                       | Verdi        | Don Carlo              | 19-05-1967     | Opera de Stat din Viena             | Viena         |
|      | 43  | Un ballo in maschera            | Verdi        | Riccardo               | 31-05-1967     | Berlin State Opera                  | Berlin        |
| 1968 | 44  | Lohengrin                       | Wagner       | Lohengrin              | 14-01-1968     | Hamburg State Opera                 | Hamburg       |
|      | 45  | Manon Lescaut                   | Puccini      | Des Grieux             | 15-02-1968     | Connecticut Opera                   | Hartford      |
|      | 46  | Il trovatore                    | Verdi        | Manrico                | 14-03-1968     | New Orleans Opera                   | New Orleans   |
| 1969 | 47  | Rigoletto                       | Verdi        | Il Duca                | 02-01-1969     | Hamburg State Opera                 | Hamburg       |
|      | 48  | La forza del destino            | Verdi        | Don Alvaro             | 18-01-1969     | Hamburg State Opera                 | Hamburg       |
|      | 49  | Manon                           | Massenet     | Des Grieux             | 20-02-1969     | Metropolitan Opera                  | New York      |
|      | 50  | Turandot                        | Puccini      | Calaf                  | 16-07-1969     | Verona Arena                        | Verona        |
|      | 51  | Ernani                          | Verdi        | Ernani                 | 07-12-1969     | Teatro alla Scala                   | Milano        |
| 1970 | 52  | Oberon                          | Weber        | Hüon                   | 03-1970        | Bayerischer Rundfunk studio         | Studio        |
|      | 53  | La Gioconda                     | Ponchielli   | Enzo                   | 14-05-1970     | Teatro Real                         | Madrid        |
|      | 54  | Roberto Devereux                | Donizetti    | Devereux               | 15-10-1970     | Metropolitan Opera                  | New York      |
| 1971 | 55  | Der Rosenkavalier               | R. Strauss   | Italian singer         | 03-1971        |                                     | Studio        |
|      | 56  | I Lombardi alla prima crociata  | Verdi        | Oronte                 | 07-1971        | Royal Philharmonic, London          | Studio        |
|      | 57  | Luisa Miller                    | Verdi        | Rodolfo                | 04-11-1971     | Metropolitan Opera                  | New York      |
| 1972 | 58  | Giovanna d'Arco                 | Verdi        | Carlo VII              | 08-1972        |                                     | Studio        |
|      | 59  | Los Claveles                    | Serrano      | Fernando               | 1972           |                                     | Studio        |
|      | 60  | La dolorosa                     | Serrano      | Rafael                 | 1972           |                                     | Studio        |
| 1973 | 61  | Francesca da Rimini             | Zandonai     | Paolo                  | 22-03-1973     | Metropolitan Opera                  | New York      |
|      | 62  | L'Africaine                     | Meyerbeer    | Vasco da Gama          | 03-11-1973     | War Memorial Opera House            | San Francisco |
| 1974 | 63  | I Vespri Siciliani              | Verdi        | Arrigo                 | 09-04-1974     | Palais Garnier                      | Paris         |
|      | 64  | Mefistofele                     | Boito        | Faust                  | 07-1974        |                                     | Studio        |
|      | 65  | Roméo et Juliette               | Gounod       | Roméo                  | 28-09-1974     | Metropolitan Opera                  | New York      |
|      | 66  | La fanciulla del West           | Puccini      | Dick Johnson           | 26-11-1974     | Teatro Regio di Torino              | Turin         |
| 1975 | 67  | La Navarraise                   | Massenet     | Araquil                | 1975           |                                     | Studio        |
|      | 68  | Otello                          | Verdi        | Otello                 | 28-09-1975     | Hamburg State Opera                 | Hamburg       |
| 1976 | 69  | Gianni Schicchi                 | Puccini      | Rinuccio               | 1976           |                                     | Studio        |
|      | 70  | Louise                          | Charpentier  | Julien                 | 1976           |                                     | Studio        |
|      | 71  | Macbeth                         | Verdi        | Macduff                | 1976           |                                     | Studio        |
|      | 72  | Die Meistersinger von Nürnberg  | Wagner       | Walther von Stolzing   | 03-1976        |                                     | Studio        |
|      | 73  | Le Cid                          | Massenet     | Don Rodrigue           | 08-03-1976     | Metropolitan Opera                  | New York      |
|      | 74  | L'amore dei tre re              | Montemezzi   | Avito                  | 07-1976        |                                     | Studio        |
| 1977 | 75  | L'elisir d'amore                | Donizetti    | Nemorino               | 1977           |                                     | Studio        |
|      | 76  | Fedora                          | Giordano     | Loris                  | 15-02-1977     | Gran Teatre del Liceu               | Barcelona     |
|      | 77  | Werther                         | Massenet     | Werther                | 18-12-1977     | Opera Bavareză de Stat              | München       |
| 1978 | 78  | La damnation de Faust           | Berlioz      | Faust                  | 01-1978        |                                     | Studio        |
| 1979 | 79  | Le Villi                        | Puccini      | Roberto                | 06-1979        |                                     | Studio        |
|      | 80  | Requiem                         | Berlioz      | Tenor part             | 06-1979        |                                     | Studio        |
|      | 81  | Béatrice et Bénédict            | Berlioz      | Bénédict               | 07-1979        |                                     | Studio        |
|      | 82  | Il Giuramento                   | Mercadante   | Viscardo               | 09-09-1979     | Opera de Stat din Viena             | Viena         |
| 1980 | 83  | El Poeta                        | Torroba      | José de Espronceda     | 19-06-1980     | Teatro Real                         | Madrid        |
| 1981 | 84  | Norma                           | Bellini      | Pollione               | 21-09-1981     | Metropolitan Opera                  | New York      |
| 1982 | 85  | La rondine                      | Puccini      | Ruggero                | 1982           |                                     | Studio        |
|      | 86  | Nabucco                         | Verdi        | Ismaele                | 05-1982        |                                     | Studio        |
|      | 87  | Les Troyens                     | Berlioz      | Enée                   | 26-09-1983     | Metropolitan Opera                  | New York      |
| 1986 | 88  | Die Fledermaus                  | J. Strauss   | Alfred                 | 04-1986        |                                     | Studio        |
|      | 89  | Goya                            | Menotti      | Goya                   | 15-11-1986     | Washington National Opera           | Washington    |
| 1988 | 90  | Iris                            | Mascagni     | Osaka                  | 1988           |                                     | Studio        |
|      | 91  | Tannhäuser                      | Wagner       | Tannhäuser             | 04-1988        |                                     | Studio        |
| 1989 | 92  | Die Frau ohne Schatten          | R. Strauss   | Der Kaiser             | 03-1989        |                                     | Studio        |
| 1990 | 93  | Man of La Mancha                | Leigh        | Don Quixote            | 06-1990        |                                     | Studio        |
| 1991 | 94  | The Flying Dutchman             | Wagner       | Erik                   | 02-1991        |                                     | Studio        |
|      | 95  | Parsifal                        | Wagner       | Parsifal               | 14-03-1991     | Metropolitan Opera                  | New York      |
| 1992 | 96  | Bărbierul din Sevilia           | Rossini      | Figaro                 | 02-1992        |                                     | Studio        |
|      | 97  | El Gato Montés                  | Penella      | Rafaele Ruiz           | 07-08-1992     | Sevilla Opera                       | Sevilla       |
|      | 98  | Die Walküre                     | Wagner       | Siegmund               | 19-12-1992     | Opera de Stat din Viena             | Viena         |
| 1993 | 99  | Stiffelio                       | Verdi        | Stiffelio              | 21-10-1993     | Metropolitan Opera                  | New York      |
| 1994 | 100 | Doña Francisquita               | Vives        | Fernando               | 02-1994        |                                     | Studio        |
|      | 101 | La Verbena de la Paloma         | Bretón       | Julian                 | 04-1994        |                                     | Studio        |
|      | 102 | Il Guarany                      | Gomes        | Pery                   | 05-06-1994     | Bonn Opera House                    | Bonn          |
|      | 103 | Idomeneo                        | Mozart       | Idomeneo               | 01-10-1994     | Metropolitan Opera                  | New York      |
|      | 104 | Hérodiade                       | Massenet     | Jean                   | 08-11-1994     | War Memorial Opera House            | San Francisco |
|      | 105 | Luisa Fernanda                  | Torroba      | Javier                 | 1995           |                                     | Studio        |
|      | 106 | Simon Boccanegra (1881 version) | Verdi        | Adorno                 | 19-01-199      | Metropolitan Opera                  | New York      |
| 1996 | 107 | La Tabernera del Puerto         | Sorozábal    | Leandro                | 1996           |                                     | Studio        |
| 1997 | 108 | Simon Boccanegra (1857 version) | Verdi        | Adorno                 | 28-06-1997     | Royal Opera House                   | London        |
|      | 109 | Divinas Palabras                | Abril        | Lucero                 | 18-10-1997     | Teatro Real                         | Madrid        |
| 1998 | 110 | Le prophète                     | Meyerbeer    | Jean van der Leyden    | 21-05-1998     | Opera de Stat din Viena             | Viena         |
|      | 111 | Faust Symphony                  | Liszt        | Tenor part             | 06-1998        |                                     | Studio        |
|      | 112 | La Dolores                      | Bretón       | Lázaro                 | 07-1998        |                                     | Studio        |
| 1999 | 113 | Das Lied von der Erde           | Mahler       | Tenor part             | 02-1999        |                                     | Studio        |
|      | 114 | Misa Tango                      | Bacalov      | Tenor part             | 02-1999        |                                     | Studio        |
|      | 115 | The Queen of Spades             | Tchaikovsky  | Hermann                | 18-03-1999     | Metropolitan Opera                  | New York      |
|      | 116 | Fidelio                         | Beethoven    | Florestan              | 06-1999        |                                     | Studio        |
|      | 117 | Merlin                          | Albéniz      | King Arthur            | 07-1999        | Orquesta Nacional de España, Madrid | Studio        |
|      | 118 | Margarita la tornera            | Chapí        | Don Juan de Alarcón    | 11-12-1999     | Teatro Real                         | Madrid        |
| 2000 | 119 | La Gran Via                     | Chueca       | Caballero de Gracía    | 01-2000        |                                     | Studio        |
|      | 120 | Văduva veselă                   | Lehár        | Danilo                 | 17-02-2000     | Metropolitan Opera                  | New York      |
|      | 121 | La battaglia di Legnano         | Verdi        | Arrigo                 | 30-06-2000     | Royal Opera House                   | London        |
| 2001 | 122 | La Revoltosa                    | Chapí        | Felipe                 | 01-2001        |                                     | Studio        |
| 2002 | 123 | Sly                             | Wolf-Ferrari | Christopher Sly        | 01-04-2002     | Metropolitan Opera                  | New York      |
| 2003 | 124 | Luisa Fernanda                  | Torroba      | Vidal Hernando         | 18-06-2003     | Teatro alla Scala                   | Milan         |
|      | 125 | Nicholas and Alexandra          | Drattell     | Rasputin               | 14-09-2003     | Los Angeles Opera                   | Los Angeles   |
| 2004 | 126 | Tristan und Isolde              | Wagner       | Tristan                | 12-2004        | EMI Abbey Road Studio 1, London     | Studio        |
| 2005 | 127 | Cyrano de Bergerac              | Alfano       | Cyrano                 | 13-05-2005     | Metropolitan Opera                  | New York      |
| 2006 | 128 | The First Emperor               | Tan          | Emperor Qin            | 21-12-2006     | Metropolitan Opera                  | New York      |
| 2007 | 129 | Iphigénie en Tauride            | Gluck        | Oreste                 | 27-11-2007     | Metropolitan Opera                  | New York      |
| 2008 | 130 | Tamerlano                       | Händel       | Bajazet                | 26-03-2008     | Teatro Real                         | Madrid        |